# بيل كيني (سياسي)
بيل كيني هو لاعب كرة قدم أمريكية وسياسي أمريكي، ولد في 20 يناير 1955 في سان فرانسيسكو في الولايات المتحدة. نشط حزبياً في الحزب الجمهوري. وقد انتخب عضو مجلس ولاية ميزوري ‏.

## وصلات خارجية
- بيل كيني (سياسي) على موقع مرجع كرة القدم المحترفة.كوم (الإنجليزية)